# 本貝丘拉機場
本貝丘拉機場是一個位于苏格兰西海岸外赫布里底群岛的本比丘拉岛上的一個小型農村機場，由高地岛屿机场有限公司拥有和维护。 

## 航空公司與目的地
該機場提供前往蘇格蘭大陸和其他赫布里底群岛島嶼的定期航班。這樣，它連繫了本貝丘拉島、北尤伊斯特岛和南尤伊斯特岛的交通。這些島嶼雖然通過堤道相互連接，但如果從大陸出發走海路要兩個多小時。緊急救護航班和支持附近導彈試驗場的航班也使用該機場。 
| 航空公司 | 目的地                        |
| -------- | ----------------------------- |
| 洛根航空 | 格拉斯哥, 印威內斯A, 斯托諾韋 |

## 貨機
| 航空公司 | 目的地             |
| -------- | ------------------ |
| 皇家郵政 | 印威內斯，斯托諾韋 |

## 历史

### 成立之初
1936年蘇格蘭航空公司開始運營一個位於該島西北角的機場，巴利萬尼奇機場。

### 第二次世界大戰
1941年至1942年，在第二次世界大戰期間，該機場改名為皇家空軍本比丘拉機場（RAF Benbecula），由皇家空軍海防司令部控制。在此期間，它是在大西洋上巡邏飛機的基地，保護船隊免受德國U型潛艇的襲擊。 這種任務是由洛克希德·哈德森公司和後來的波音B-17「飛行堡壘」和維克斯·惠靈頓公司進行的。 
在巔峰時期，本比丘拉皇家空軍有幾千名士兵駐紮在該站和島嶼周圍的其他幾個地點。 
下列單位曾在機場駐紮過： 
- 第36中队皇家空军 [6]
- 第179中队皇家空军 [7]
- 第206中队皇家空军 [8]
- 第220中队皇家空军 [9]
- 第279中队皇家空军
- 第280中队的皇家空军
- 第304中队皇家空军 [10]
- 第455中队皇家空军 [11]
- 814海军航空中队 [12]
- 819海军航空中队
- 838海军航空中队
- 842海军航空中队
- 2841中队皇家空军军团

### 戰後
該機場後來成為附近的赫布里底火箭發射場的控制中心。 
第二次世界大戰後，該機場改名為本貝丘拉機場。

## 註腳
注釋
- ^A   ：由斯托諾韋機場運作的航班

參考資料
1. ↑  .   [2021-12-26]. （原始内容存档于2012-02-16）.
2. ↑   (PDF). Civil Aviation Authority. 2016  [2020-03-13]. （原始内容存档 (PDF)于2017-10-21）.
3. 1 2  n.a. . BBC. 2017-01-31  [2020-08-21]. （原始内容存档于2018-11-24）.
4. 1 2 3  . Highlands and Islands Airports Limited.   [23 October 2017]. （原始内容存档于2021-01-15） （英国英语）.
5. ↑  . Stornoway Gazette. 27 March 2016  [23 October 2017]. （原始内容存档于2018-09-25） （英语）.
6. ↑  Jefford 1988，第37.頁
7. ↑  Jefford 1988，第65.頁
8. ↑  Jefford 1988，第69.頁
9. ↑  Jefford 1988，第72.頁
10. ↑  Jefford 1988，第85.頁
11. ↑  Jefford 1988，第93.頁
12. ↑  . Airfields of Britain Conservation Trust.   [28 April 2020]. （原始内容存档于2021-01-25）.

## 外部連結
- 官方網站 （页面存档备份，存于）（英文）